# Старая башня
«Старая башня» — рассказ русского писателя Алексея Николаевича Толстого, написанный в 1908 году. Первый рассказ Алексея Толстого.

## Публикация
Впервые рассказ был опубликован в журнале «Нива» 21 мая 1908 года. В новой редакции рассказ вошёл в сборник «Гамаюн» (1911 год, издан в пользу пострадавших от землетрясения в Семиреченской области). В этом издании концовка рассказа была переработана; целью была реалистическая мотировка[что?] финала.

## Сюжет
У инженера Бубнова собрались гости. Во время праздника Бубнов рассказывает историю о том, как умер бывший владелец местного завода. В тот день князь Пышков (владелец завода) устроил очередной пир для работников и простого народа. Неподалёку, посреди озера, находилась башня, построенная во время набегов башкир и предназначенная для защиты от них. Когда князь Пышков пустился танцевать, со стороны озера задул сильный ветер, и часы на башне вдруг забили. Князь остановился, замотал головой и упал мёртвый. С тех пор часы бросили заводить, однако, каждый раз, когда должно произойти несчастье, часы бьют ровно три раза.
Учительница Лялина, услышав этот рассказ испугалась, вздрогнули и остальные. Только новоприбывший инженер Труба не воспринял эту историю всерьёз и заявляет, что на следующий день пойдёт туда и проверит, нет ли призраков на башне. Лялина, которая была влюблена в Трубу, попросила его не делать этого. В неё был влюблён техник Петров, который в душе ненавидел Трубу.
На следующий день Труба бродил по почти пустому заводу. Один из мастеров объяснил ему, что ночью часы на башне пробили три раза, люди испугались и не хотят работать. Когда вечером колокол часов вновь пробивает три удара, Труба окончательно решает пойти к башне и снять колокол. Бубнов и Лялина остаются ждать его. Труба берёт лодку и по озеру добирается до островка, на котором стоит башня. Он заходит в башню и видит, что кто-то завёл часы, маятник которых неутомимо работал. Труба поставил свечу на стол и принялся отвинчивать болты колокола. В этот момент свеча погасла и чьи-то крепкие руки схватили Трубу сзади под грудь и прижали к решётке. Труба, пытаясь освободиться, слишком сильно опёрся на решётку, она хрустнула, и он упал на камни.

## Анализ
Толстой вдохновился на написание рассказа, когда был на Невьянском металлургическом заводе на Урале. На заводе Толстой проходил практику после окончания 4-го курса Технологического института, в мае 1905 года. Тогда по России прокатилась волна стачек и бойкотов, в стороне от них не остался и завод. На этом фоне разворачивается действие рассказа.
Бой часов, который является причиной забастовки рабочих завода, является символом, отображающим причину реальных беспокойств в стране. Таким же символом является мистическая смерть Трубы, который пытался снять колокол — причину страха людей.
В исправленной версии рассказа от 1911 года всё ведёт к тому, что это техник Петров убил Трубу из ревности. Особенно подчёркивается ненависть Петрова к своему удачливому конкуренту. В первой версии рассказа роль Петрова ограничивалась лишь злостью по отношению к инженеру.